# 蓮實重彦
蓮實 重彥（はすみ しげひこ、1936年（昭和11年）4月29日 - ）は、日本の文芸評論家・映画評論家・フランス文学者・小説家。
専門はフローベール研究だが、ロラン・バルトやミシェル・フーコーなどフランス現代思想が1970年代から日本へ紹介されるさいに中心的役割を果たす1人となったほか、近現代文学・映画評論の分野でも数多くの批評を手がけている。
1980年代以降は各国の映画製作者とも幅広く交流し、小津安二郎など日本映画の世界的再評価に大きく貢献した。東京大学教養学部教授（表象文化論）、第26代東京大学総長（1997年-2001年）を歴任。東京大学名誉教授。

## 概要
蓮實は、雪舟などの研究で知られた日本美術史家・蓮實重康の息子として、1936年に東京で生まれた。東京大学文学部フランス文学科へ進学、パリ大学ソルボンヌへ留学する中でとくに作家フローベールの研究を進めるが、同時にドゥルーズやデリダなど当時パリで活躍していた思想家を精力的に翻訳・紹介してゆく。
フランス文学者としての主な業績に『凡庸な芸術家の肖像 マクシム・デュ・カン論』(1988)や『「ボヴァリー夫人」論』(2014)などがあり、フランス現代思想の紹介者としては『批評あるいは仮死の祭典』(1974) や『フーコー・ドゥルーズ・デリダ』(1978) を刊行。またフーコーの主要な発言を網羅した『ミシェル・フーコー思考集成』全10巻を監修している。
一方、蓮實を一般に広く知られる存在としたのは、アカデミズムの外で行われた膨大な文芸批評・映画評論である。文芸批評では夏目漱石や大江健三郎・藤枝静男・安岡章太郎などに注目、『文藝』などで多数の時評を手がけ（『絶対文藝時評宣言』1994、『文学批判序説』1995）、またロラン・バルトやデリダらフランス現代思想に強く影響された文学理論の研究も行った（『「赤」の誘惑: フィクション論序説』2007など）。
映画評論では1960年代からゴダールやトリュフォーの読解・翻訳を開始、さらにフランスの『カイエ・デュ・シネマ』誌上で行われていたゴダールらの批評に接続する形で、当時まだ低俗な娯楽とみなされていたハリウッドの西部劇などＢ映画 （B-film [英語版]）、ドン・シーゲルやニコラス・レイ、リチャード・フライシャーといった監督の再評価を活発に行った。こうした関心は後年の現代日本映画、とくにポルノや任侠映画への注目にもつながってゆく。映画評論の分野では、とくに映画批評誌『季刊リュミエール』(1985-1988) の創刊と編集にかかわって日本の伝統的な映画評論に新風をもたらした活動や、『監督 小津安二郎』(1983) 、『ハリウッド映画史講義』(1993)の刊行などがとくに重要な功績とみなされている。
現役の映画製作者らとも熱心にかかわり、ヴィム・ヴェンダースら著名な監督との交友で知られるほか、2001年にはヴェネツィア国際映画祭で小部門ながら審査委員長をつとめている。また1970年代に非常勤講師として担当した映画に関する授業の聴講生から、後年現代日本映画の代表的な監督が現れた（黒沢清・青山真治・周防正行など）ことも、近年になって注目されるようになった。
また小説家として『陥没地帯』(1986)・『伯爵夫人』(2016) を発表しているほか、長男の蓮實重臣が幼いころ言葉を習得していった過程をもとに日本語やフランス語についての思索を深めた評論集『反＝日本語論』（1978）では読売文学賞（評論・伝記部門）受賞している。 

## 年譜

### 1930～50年代
1936年 - 東京府麻布区六本木町（現在の東京都港区六本木）に生まれる。
1943年 - 学習院初等科へ入学。
1949年 - 学習院中等科へ進学。1年生のころに「同窓の三島由紀夫の『仮面の告白』などを読み、その運動神経のなさを軽蔑する」。陸上競技部に入り、円盤投で新宿区で優勝。東京都では5位になった。
1952年 - 学習院高等科へ進学。
1955年 - 大学受験に失敗。研数学館で浪人生活を送る。
1956年 - 東京大学教養学部文科二類（現・三類）へ入学。
1958年 - 東京大学文学部仏蘭西文学科へ進学。

### 1960年代
1962年にフランスに留学し、1965年にパリ大学大学院で博士号を取得した。同年、帰国。
1966年、東京大学文学部助手になる。
同年、ゴダールの『アルファヴィル』のシナリオ採録をキネマ旬報に掲載。
1969年、山根貞男の依頼により「シネマ69」に「アランレネ　鏡を恐れるナルシス」を書く。

### 1970年代
1970年4月、東京大学教養学部講師に就任。立教大学一般教育部非常勤講師を併任して「映画表現論」を講義。また、同年より蓮實の翻訳した『ゴダール全集』『ゴダール全シナリオ集』（柴田駿監訳）、『ゴダール全エッセイ集』（柴田駿監訳、保苅瑞穂との共訳）の刊行が開始。
1971年 - パリ第7大学に日本語教師として着任。約1年間をパリで過ごす。
1973年7月、翻訳したジル・ドゥルーズ『マゾッホとサド』が刊行される。
1974年、『批評あるいは仮死の祭典』刊行。
1975年 - 東京大学教養学部で映画論ゼミを開講。
1977年5月、『反=日本語論』刊行。
1978年、『反=日本語論』で第29回読売文学賞を受賞。2月、『フーコー・ドゥルーズ・デリダ』刊行。10月、『夏目漱石論』刊行。
1979年には1月『蓮實重彦の映画の神話学』、2月『映像の詩学』、5月『シネマの記憶装置』、6月には山田宏一と共訳したフランソワ・トリュフォー『映画の夢　夢の批評』、10月『「私小説」を読む』、11月『表層批評宣言』、12月にも山田と共訳したトリュフォー著『わが人生　わが映画』を刊行。

### 1980年代
1985年、『表層批評宣言』刊行。9月、『話の特集』での連載をまとめたもので、単行本全体がワンセンテンスから成る『シネマの煽動装置』を刊行。
1988年、東京大学教養学部教授になる。

### 1990年代
「文藝」1990年春季号～1992年冬季号にて、文芸時評をやった。
1993年から1995年まで教養学部長、1995年から1997年まで副学長を歴任。
1997年4月に東京大学26代総長に就任。
1997年、パリ第8大学から名誉博士号の称号を受く。
1999年フランス政府の「芸術文化勲章」受章。

### 2000年代
2002年11月から翌年2月にかけて、仙台市青葉区のせんだいメディアテークにて連続講演「蓮實重彦　映画への不実なる誘い」を行う。第1回「映画における国籍」2002年11月23日、第2回「映画における演出」2002年11月24日、第3回のための参考上映『映画史』（"HISTOIRE(S) DU CINEMA"）2003年2月9日、第3回「映画における歴史」2003年2月15日。この講演に関連して、「さまざまな角度から<映画の21世紀>に光をあてるべく」、ホームページ『あなたに映画を愛しているとは言わせない』が開設された。
2004年秋より季刊『InterCommunication』にて連載開始。
2007年3月、『「赤」の誘惑 フィクション論序説』を発表。秋、『InterCommunication』での連載が終了。3年におよんだ連載は翌年11月に刊行される『ゴダール マネ フーコー―思考と感性とをめぐる断片的な考察』にまとめられる。同年、第25回川喜多賞を受賞。
2008年、7年ぶりとなる批評集『映画崩壊前夜』を発表する。

### 2010年代
2014年、大著『「ボヴァリー夫人」論』が刊行された。
2016年、小説「伯爵夫人」で第29回三島由紀夫賞を受賞した。

## エピソード
- 身長182cm[17]。
- 立教大学での教え子に、映画監督の黒沢清、青山真治[18]、周防正行、ロックミュージシャンの佐野元春[19] などがいる。
- 2016年、三島由紀夫賞受賞の記者会見において不機嫌であったことから、受賞を喜んでいるかと記者から問われると、「はた迷惑な話だと思っております。80歳の人間にこのような賞を与えるという機会が起こってしまったことは、日本の文化にとって非常に嘆かわしいことだと思っております」と答え、いしいしんじのような若手が受賞に相応しいとして自分を選んだことを「暴挙」とした[20][21]。さらに一部の記者に対して「馬鹿な質問はやめていただけますか」などと応じた。この会見はメディアでも注目を集めた[22]。またこの会見をめぐって、同賞を受賞した東浩紀や、作家の辻仁成らが、実際には文学賞を授与するさいは事前に著者へ連絡をとり、賞を受け取る意思があるかを確認すると明かしているほか[23][24]、面識のあった北野武も出演番組の中で言及している[25]。評論家の石原千秋は、「はた迷惑」「馬鹿な質問をするな」といった蓮實の言葉には、「私を作家として扱うな」「質問するなら私の本ぐらい読んでおけ」といったメッセージが込められていると述べている[26]。

## 著書
- 『批評あるいは仮死の祭典』せりか書房、1974
- 『反=日本語論』筑摩書房、1977、のちちくま文庫、ちくま学芸文庫（読売文学賞受賞）
- 『フーコー・ドゥルーズ・デリダ』朝日出版社、1978、のち河出文庫、講談社文芸文庫
- 『夏目漱石論』青土社、1978、のち福武文庫、講談社文芸文庫
- 『蓮實重彦の映画の神話学』泰流社、1979。改題『映画の神話学』ちくま学芸文庫、1996
- 『映像の詩学』筑摩書房、1979、ちくま学芸文庫、2002
- 『表層批評宣言』筑摩書房、1979、ちくま文庫 1985
- 『「私小説」を読む』中央公論社、1979、講談社文芸文庫、2014
- 『大江健三郎論』青土社、1980
- 『事件の現場 言葉は運動する』朝日出版社、1980
- 『小説論=批評論』青土社、1982。改題『文学批判序説 小説論=批評論』河出文庫、1995
- 『フランス語の余白に』 朝日出版社、1984 増補版2023
- 『映画 誘惑のエクリチュール』冬樹社、1983 ちくま文庫 1990
- 『監督 小津安二郎』筑摩書房、1983、増補版2003。ちくま学芸文庫 1992、増補版2016（仏語・韓国語訳刊）
- 『物語批判序説』中央公論社、1985 のち新版、中公文庫、講談社文芸文庫
- 『シネマの記憶装置』フィルムアート社、1985　1997年2月に新装版刊行
- 『マスカルチャー批評宣言 物語の時代』冬樹社、1985
- 『映画はいかにして死ぬか 横断的映画史の試み』フィルムアート社、1985
- 『シネマの煽動装置』話の特集、1985
- 『凡庸さについてお話させていただきます』中央公論社、1986
- 『陥没地帯』（小説）哲学書房、1986 のち河出文庫
- 『凡庸な芸術家の肖像 マクシム・デュ・カン論』青土社、1988（芸術選奨文部大臣賞受賞）、のち各上下で、ちくま学芸文庫、講談社文芸文庫
- 『映画からの解放 小津安二郎『麦秋』を見る』河合ブックレット、1988
- 『小説から遠く離れて』日本文芸社、1989 のち河出文庫
- 『饗宴　1・2』（対談集）日本文芸社、1990
- 『帝国の陰謀』日本文芸社、1991、ちくま学芸文庫、2019
- 『ハリウッド映画史講義 翳りの歴史のために』筑摩書房、1993、ちくま学芸文庫、2017
- 『映画巡礼』マガジンハウス、1993
- 『絶対文藝時評宣言』河出書房新社、1994 のち河出文庫
- 『魂の唯物論的な擁護のために』日本文芸社、1994
- 『オペラ・オペラシオネル』（小説）河出書房新社、1994
- 『映画に目が眩んで 口語篇』中央公論社、1995
- 『知性のために 新しい思考とそのかたち』岩波書店、1998
- 『齟齬の誘惑』東京大学出版会、1999
- 『映画狂人』シリーズ（全10巻）
  - 映画狂人日記 河出書房新社、2000
  - 映画狂人、神出鬼没 河出書房新社、2000
  - 帰ってきた映画狂人 河出書房新社、2001
  - 映画狂人、語る。 河出書房新社、2001
  - 映画狂人、小津の余白に 河出書房新社、2001
  - 映画狂人シネマ事典 河出書房新社、2001
  - 映画狂人シネマの煽動装置 河出書房新社、2001
  - 映画狂人のあの人に会いたい 河出書房新社、2002
  - 映画狂人万事快調 河出書房新社、2003
  - 映画狂人最後に笑う 河出書房新社、2004
- 『私が大学について知っている二、三の事柄』東京大学出版会、2001
- 『映画への不実なる誘い 国籍・演出・歴史』NTT出版、2004
- 『スポーツ批評宣言あるいは運動の擁護』青土社、2004
- 『魅せられて 作家論集』河出書房新社、2005
- 『ゴダール革命』筑摩書房、2005、ちくま学芸文庫（増補版）、2023
- 『表象の奈落 フィクションと思考の動体視力』青土社、2006
- 『「赤」の誘惑 フィクション論序説』新潮社、2007
- 『ゴダール・マネ・フーコー 思考と感性とをめぐる断片的な考察』NTT出版、2008
- 『映画崩壊前夜』青土社、2008
- 『映画論講義』東京大学出版会、2008
- 『随想』新潮社、2010
- 『映画時評2009-2011』講談社、2012
- 『「ボヴァリー夫人」論』筑摩書房、2014
- 『「ボヴァリー夫人」拾遺』羽鳥書店、2014
- 『伯爵夫人』新潮社、2016 のち新潮文庫
- 『言葉はどこからやってくるのか』青土社、2020
- 『見るレッスン 映画史特別講義』光文社新書、2020
- 『ショットとは何か』講談社、2022
- 『ジョン・フォード論』文藝春秋、2022
- 『ショットとは何か 実践編』講談社、2024
- 『ショットとは何か 歴史編』講談社、2024

## 共編著
- 『映画となると話はどこからでも始まる』淀川長治、山田宏一と鼎談 勁文社 1985
- 『オールド・ファッション-普通の会話-（東京ステーションホテルにて）』江藤淳との対談 中央公論社、1985、中公文庫 1988、講談社文芸文庫 2019
- 『シネマの快楽』武満徹との対談 リブロポート、1986、河出文庫、2001
- 『闘争のエチカ』柄谷行人との対談 河出書房新社、1988、河出文庫、1994
- 淀川長治『映画千夜一夜』、山田宏一と聞き手 中央公論社、1988、中公文庫（上下）、2000
- 『小津安二郎物語』 厚田雄春共著 筑摩書房、1989（リュミエール叢書）
- 『読売巨人軍再建のための建白書』 草野進・渡部直己 1989（角川文庫）
- 『成瀬巳喜男の設計 美術監督は回想する』 中古智共著 筑摩書房、1990（リュミエール叢書）
- 『シネクラブ時代』 淀川長治共編 フィルムアート社、1990
- 『光をめぐって 映画インタビュー集』 編著 筑摩書房、1991（リュミエール叢書）
- 『ミシェル・フーコーの世紀』 渡邊守章共編 筑摩書房、1993
- 『いま、なぜ民族か』 山内昌之共編 東京大学出版会〈UP選書〉、1994
- 『誰が映画を畏れているか』 山根貞男共著 講談社、1994
- 『リュミエール元年 ガブリエル・ヴェールと映画の歴史』 編著 筑摩書房、1995
- 『文明の衝突か、共存か』 山内昌之共編 東京大学出版会〈UP選書〉、1995
- 『地中海終末論の誘惑』 山内昌之共編 東京大学出版会〈UP選書〉、1996
- 『われわれはどんな時代を生きているか』 山内昌之共著 講談社現代新書、1998
- 『20世紀との訣別 歴史を読む』 山内昌之共著 岩波書店、1999
- 『蓮實養老縦横無尽 学力低下・脳・依怙贔屓』 養老孟司 哲学書房、2001
- 『傷だらけの映画史 ウーファからハリウッドまで』 山田宏一との対談 中公文庫、2001
- 『「知」的放蕩論序説』 共著 河出書房新社、2002
- 『国際シンポジウム小津安二郎』 山根貞男・吉田喜重共編 朝日選書、2004
- 『成瀬巳喜男の世界へ』 リュミエール叢書 山根貞男共編 筑摩書房、2005
- 『国際シンポジウム溝口健二』 山根貞男共編著 朝日選書、2007
- 『東京から 現代アメリカ映画談義 イーストウッド、スピルバーグ、タランティーノ』黒沢清、青土社、2010
- 『映画長話』黒沢清・青山真治、リトル・モア、2011
- 『ユリイカ　詩と批評 総特集蓮實重彦』臨時増刊2017年10月号、青土社
- 『〈淫靡さ〉について』工藤庸子、羽鳥書店、2017
- 『アメリカから遠く離れて』瀬川昌久、河出書房新社、2020

## 翻訳
- 人生論書簡（フロオベール）世界人生論全集 第10 筑摩書房、1963
- フローベール全集 第8 書簡 第1 平井照敏共訳 野を越え・磯を越えて（抄） 筑摩書房、1967
- 去年マリエンバートで・不滅の女 アラン・ロブ=グリエ 天沢退二郎共訳 筑摩書房、1969
- ゴダール全集 1–4 柴田駿 竹内書店、1970-71
- 世界文学全集 フロオベエル 三つの物語・十一月 講談社、1971、新版1975、講談社文芸文庫 2023
- 『マゾッホとサド』ジル・ドゥルーズ 晶文社、1973
- 『フーコー そして/あるいは ドゥルーズ』フーコー、ドゥルーズ 小沢書店、1975（叢書エパーヴ）
- 映画の夢夢の批評 フランソワ・トリュフォー 山田宏一共訳 たざわ書房、1979
- 映像の修辞学 ロラン・バルト 杉本紀子共訳 朝日出版社、1980（エピステーメー叢書）
- トリュフォーそして映画 山田宏一共訳 話の特集、1980
- 『映画術 ヒッチコック/トリュフォー』山田宏一共訳、フランソワ・トリュフォー、アルフレッド・ヒッチコックなど。晶文社、1981

### 映画
- 『ドキュメント黒澤明 A・K』クリス・マルケル、1985（ナレーションを担当）『黒澤明 創造の軌跡 黒澤明ザ・マスターワークス補完映像集』に収録

### 編集
- 季刊リュミエール - 1985年より1988年の廃刊（14号）まで従事。筑摩書房。
- 表象 ルプレザンタシオン - 高橋康也・渡辺守章・蓮實が編集を行った。全5号。筑摩書房。
  - 1991年春号（001―「特集：なぜ、いま＜表象＞か」高橋・渡辺・蓮實による討議。ジル・ドゥルーズ、中沢新一、山田登世子らが寄稿）
  - 1991年秋号（002―「特集：＜表象＞の舞台」）
  - 1992年春号（003―「特集：狂気／身体／表象」ミシェル・フーコー、スラヴォイ・ジジェク、香山リカ、如月小春、ブルーノ・タウトらが寄稿。荒川修作×小林康夫、古井由吉×松浦寿輝の対談。特別インタビュー：北野武＝ビートたけしVS蓮實重彦「こんどは意外に真剣にやるかもわかんねえな」）
  - 1992年秋号（004―「特集：慎み、ポルノグラフィックに」）
  - 1993年秋号（005―「特集：政治と批判」松浦寿輝「折口信夫論」、ミシェル・フーコー「啓蒙とは何か」、ジャン＝リュック・ゴダール ロングインタビュー「一九九二年十二月二日、ある水曜日のこと」。中井久夫、守中高明、石光泰夫、石井康史、入沢康夫らが寄稿。浅田彰・大澤真幸・松浦寿輝・小林康夫による討議「ポリティックスの新しい地平」）

## 論文（一部）
- "Signification du mouvement bercant de l'eau dans le roman de Gustave Flaubert: Madame Bovary," Etudes de langue et litterature francaises, Volume 10, 1967.
- "The eloquence of the taciturn: an essay on Hou Hsiao-Hsien," Inter-Asia cultural studies, Volume 9, Issue 2, 2008.
- "Fiction and the 'Unrepresentable'," Theory, culture & society, Volume 26, Issue 2-3, 2009.
- "Absence d'Emma Bovary: 'Réalité textuelle' de la fiction," MLN, Volume 125, Issue 4, 2010.
- "For the Liberation of a Pluralist Thinking," Cultural politics, Volume 11, Issue 3, 2015, p. 301
- "Identiques et différentes – à propos des répétitions dans Madame Bovary," Flaubert, Issue 20, 2018.
- "Le cinéma comme institution," Ebisu : etudes japonaises, Volume 59, Issue 59, 2022.